# Миколо-Комишувата
Миколо-Комишува́та — село в Україні, у Берестинському районі Харківської області. Населення становить 1 тис. осіб.

## Географія
Село Миколо-Комишувата знаходиться на березі річки Комишуваха, вище за течією примикає село Мокрянка, нижче за течією на відстані 2 км розташоване село Гірчаківка.

## Історія
- 1716 — дата заснування[3].

Колишній орган місцевого самоврядування — Миколо-Комишуватська сільська рада.

## Населення
Згідно з переписом УРСР 1989 року чисельність наявного населення села становила 1134 особи, з яких 509 чоловіків та 625 жінок.
За переписом населення України 2001 року в селі мешкали 1184 особи.

### Мова
Розподіл населення за рідною мовою за даними перепису 2001 року:
| Мова       | Відсоток |
| ---------- | -------- |
| українська | 95,55 %  |
| російська  | 3,69 %   |
| молдовська | 0,34 %   |
| білоруська | 0,25 %   |
| угорська   | 0,17 %   |

## Економіка
- Молочно-товарна і свино-товарна ферми.
- Приватне аграрно-орендне підприємство «Зоря».

## Символіка

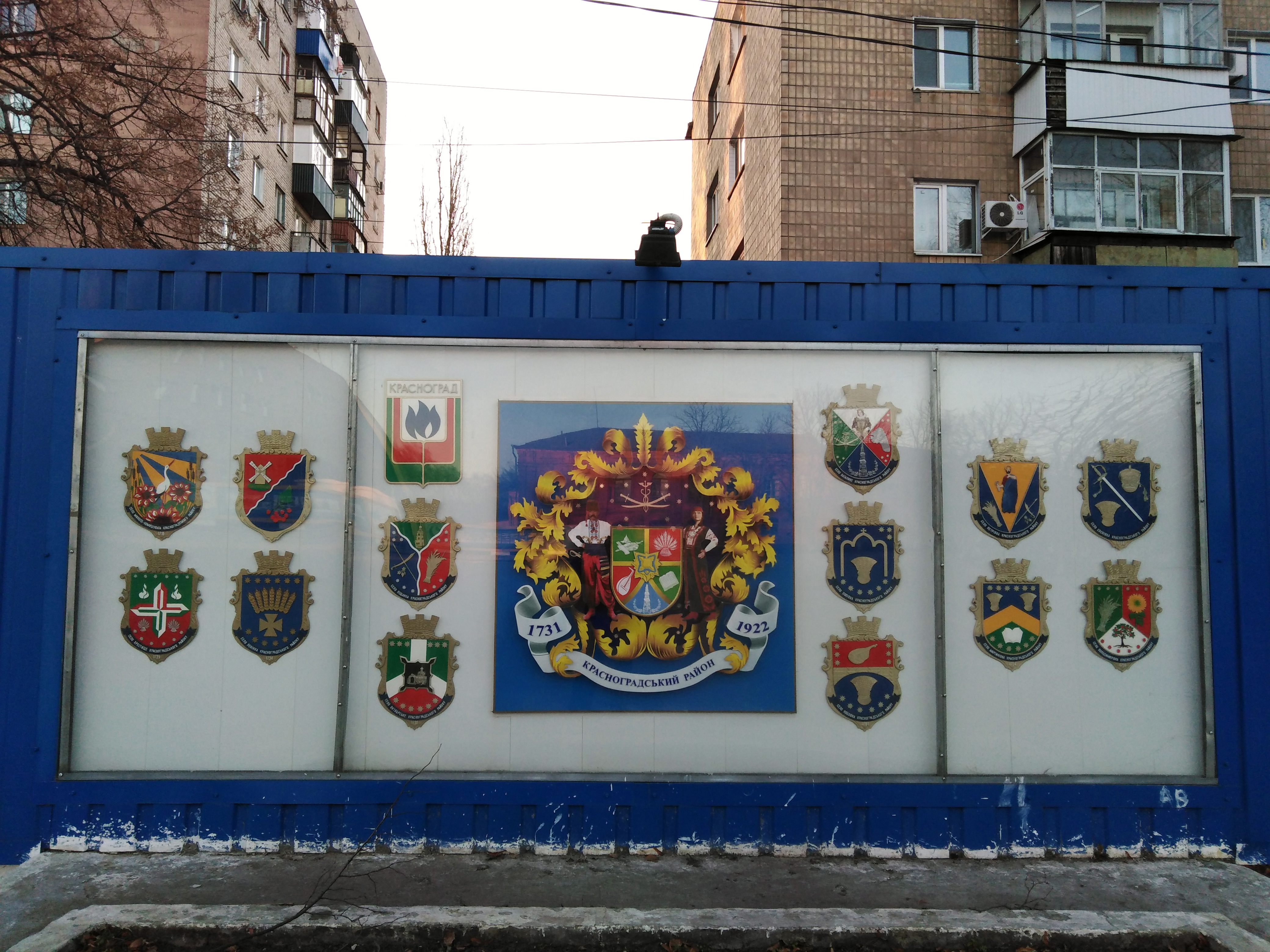
Герби населених пунктів Красноградського району серед них ліворуч, герб Миколо-Макишуватої

### Герб
Герб територіальних громад Миколо-Комишуватської сільської ради має форму іспанського щита, який вписано у золотий декоративний картуш, що увінчаний золотою короною із злакових колосів. Щит герба має поле синього кольору, де з верхнього правого кута (лівого від глядача), по колу відходять 3 рівнопропорційних жовтих смуги, вужчі на початку і ширші по краях, що є відображенням сонця та його промінів. В центральній частині розміщено зображення лелеки, очерету та соняшнику. В нижній частині картуша розташовано напис срібними літерами «1716». На картуші розміщено стрічку синього кольору з написом срібними літерами «село Миколо-Комишувата Красноградського району».

### Прапор
Прапор територіальних громад Миколо-Комишуватської сільської ради являє собою двокольорове полотнище із співвідношенням сторін 1:1. Кольори та зображення на прапорі відтворено у відповідності до зображень і кольорів герба територіальних громад Миколо-Комишуватської сільської ради.

### Значення символів
Мальовничий сюжет герба і прапора територіальних громад Миколо-Комишуватської сільської ради відображає природне богатство і красу краю, сільськогосподарську направленість діяльностті жителів сучасної території сільської ради з давніх часів.
Срібний напис на картущі герба «1716» — символізує рік заснування поселень на сучасній території Миколо-Комишуватської сільської ради, яка на той час входила до складу Валківської сотні Харківського слобі

## Пам'ятки
- Ентомологічний заказник місцевого значення «Мокрянський». Площа 3,0 га. Ділянка степу біля села Миколо-Комишувата на схилі балки західної експозиції. Рослинність різнотравно-злакова степова. Живе близько 30 видів і груп корисних комах, у тому числі поодинокі дикі бджоли, джмелі, дикі оси.